# نيكولاس ديفالك
نيكولاس ديفالك (مواليد 20 سبتمبر 1945) هو لاعب كرة قدم. يلعب مع منتخب بلجيكا لكرة القدم. سبق له أن لعب في كأس العالم لكرة القدم مع منتخب بلاده.

## روابط خارجية
- نيكولاس ديفالك على موقع الاتحاد الدولي (مؤرشف)  (الإنجليزية)
- نيكولاس ديفالك على موقع الاتحاد البلجيكي (الإنجليزية)
- نيكولاس ديفالك على موقع قاعدة بيانات كرة القدم.إي يو (الإنجليزية)
- نيكولاس ديفالك على موقع ناشيونال فوتبول تيمز (الإنجليزية)
- نيكولاس ديفالك على موقع عالم كرة القدم.نت (الإنجليزية)